# マズルエネルギー

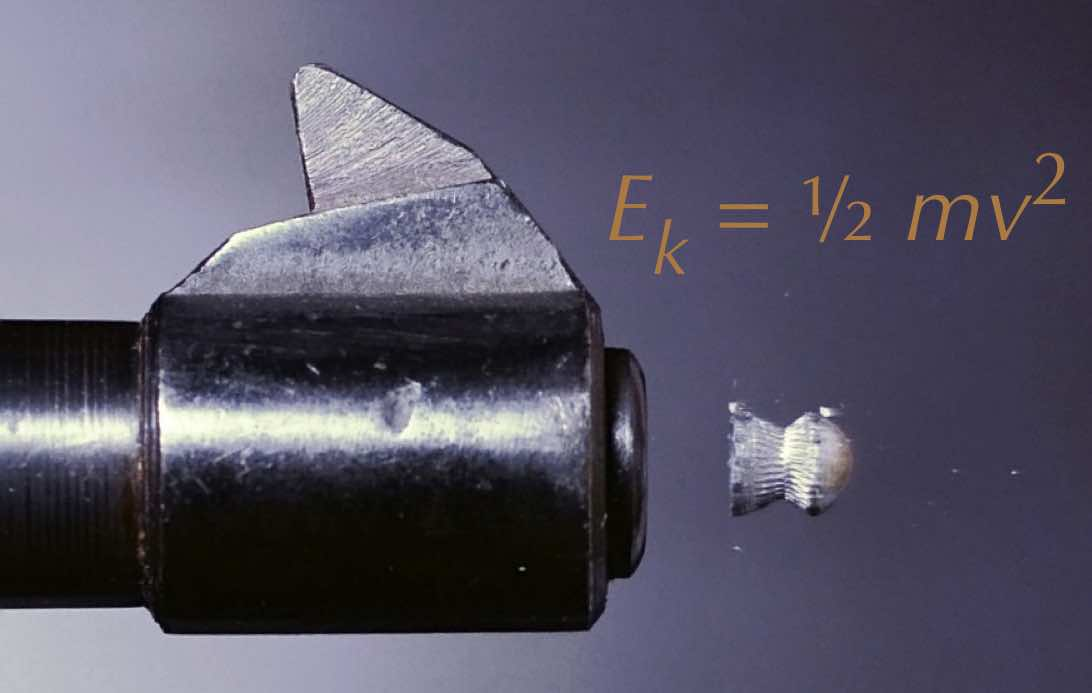
銃口から飛び出したペレット弾と、エネルギー算出式。

マズルエネルギーとは、銃口から発射された弾丸のもつ運動エネルギー。日本語においてはマズルエナジー、初活力、銃口エネルギー、銃口威力など呼称は様々。空気力学や重力を考慮せず、火器や実包の持つ破壊力を大まかに比較することができる。マズルエネルギーは弾丸の質量はもちろん、弾の速度が大きく影響し、重く速いほど破壊力も大きい。

## 運動エネルギー
運動エネルギーの一般的な算出式は以下の通り。
{\displaystyle E_{k}={\begin{matrix}{\frac {1}{2}}\end{matrix}}mv^{2}}
v には弾速
m には弾丸の質量を代入する。
マズルエネルギーには質量、弾速の二要素が関係しているが、弾速は二乗される。そのためマズルエネルギーの決定には、弾速が大きな比重を占める。速度をそのままに質量が倍増すれば、エネルギーは倍となるが、質量をそのままに速度が倍となれば、マズルエネルギーは4倍となる。国際単位系で、質量の単位がキログラムで、弾速の単位がメートル毎秒であれば、上の式のEk はジュールとなる。

## 有名な火器と実包の、一般的なマズルエネルギー
| 口径                   | 種類                     | 弾丸の質量、 g (gr) | 弾速、 m/s (ft/s) | マズルエネルギー、 J (ft lb) |
| ---------------------- | ------------------------ | ------------------- | ----------------- | ---------------------------- |
| .22 Long Rifle         | ライフル、拳銃           | 2.5 (38)            | 300 (1,000)       | 140 (100)                    |
| .380ACP弾              | 拳銃                     | 5.8 (90)            | 300 (1,000)       | 270 (200)                    |
| .38スペシャル弾        | 拳銃                     | 7.5 (115)           | 270 (900)         | 300 (220)                    |
| 9x19mmパラベラム弾     | 拳銃                     | 8.1 (125)           | 350 (1,150)       | 494 (364)                    |
| .357マグナム弾         | 拳銃                     | 8.1 (125)           | 460 (1,500)       | 846 (624)                    |
| 10mmオート弾           | 拳銃                     | 10.0 (155)          | 386 (1,265)       | 750 (550)                    |
| .40S&W弾               | 拳銃                     | 7.5 (115)           | 360 (1,180)       | 649 (479)                    |
| .44マグナム弾          | 拳銃                     | 12 (180)            | 470 (1,550)       | 1,150 (850)                  |
| .45ACP弾               | 拳銃                     | 12.0 (185)          | 300 (970)         | 523 (386)                    |
| .45コルト弾            | 拳銃                     | 14.6 (225)          | 240 (800)         | 340 (250)                    |
| 5.45x39mm弾            | AK-74ライフル            | 3.4 (53)            | 880 (2,900)       | 1,327 (979)                  |
| 5.56×45mm NATO         | M4、M16、AR-15系ライフル | 4.0 (62)            | 991 (3,251)       | 1,767 (1,303)                |
| 7.62x51mm NATO弾       | M14ライフル              | 9.3 (144)           | 838 (2,749)       | 3,304 (2,437)                |
| .308 Winchester        | ライフル                 | 9.7 (150)           | 860 (2,820)       | 3,590 (2,648)                |
| .270 Winchester        | ライフル                 | 9.7 (150)           | 880 (2,900)       | 3,798 (2,801)                |
| .30-06 Springfield     | M1 Garand ライフル       | 9.7 (150)           | 890 (2,920)       | 3,849 (2,839)                |
| 7mm Remington Magnum   | ライフル                 | 10.7 (165)          | 900 (2,950)       | 4,330 (3,190)                |
| .300 Winchester Magnum | ライフル                 | 12 (180)            | 900 (2,960)       | 4,700 (3,500)                |
| .300 Weatherby Magnum  | ライフル                 | 12 (180)            | 970 (3,190)       | 5,430 (4,005)                |
| .375 H&H Magnum        | ライフル                 | 19 (300)            | 860 (2,830)       | 5,783 (4,265)                |
| .458 Winchester Magnum | ライフル                 | 26 (400)            | 752 (2,468)       | 7,336 (5,411)                |
| .50 BMG                | 重機関銃、対物ライフル   | 49 (750)            | 860 (2,820)       | 17,952 (13,241)              |
| M829 (砲弾)            | 対戦車砲弾               | 10,000 (150,000)    | 1,600 (5,100)     | 12,100,000 (8,900,000)       |

マズルエネルギーは前述の要因に大きく影響されるが、弾速は弾丸が発射される銃身の長さにも左右される。また、マズルエネルギーは標的に伝わるエネルギーの上限に過ぎず、銃創の効果には他複数の要素が絡む。上の一覧に掲載されているものは平均的な数値だが、市販弾の性能は製品によって様々。11.6gの弾丸が.357マグナム拳銃から発射されたときのマズルエネルギーは580ft lbだが、7.1gの弾丸を同じ銃で撃っても400ft lb程度にしかならないように、弾丸の製造業者によってエネルギー値は変わる。中には、上の表の平均的な値を遥かに超える1,200ft lbものマズルエネルギーをたたき出す.45コルト弾も存在する。

## マズルエネルギーに関する法的規制
国や地域によっては、狩猟用途のマズルエネルギー最小値が規定されている。例えばデンマークでは、アカシカのような大型獣の狩猟用小銃弾は、100mの距離で9g以上の弾丸を用いて2700J/E100、10g以上の弾丸を用いるならば2000J/E100rという基準を満たさなければならない。ナミビアでは狩猟用途の火器の最小マズルエネルギー値が3種類規定されており、スプリングボックなどには1350J、ハーテビーストなどには2700J、さらに大物には5400Jとなっており、全て7mm口径以上であることが求められる。
ドイツでは、マズルエネルギーが0.5J以下のエアソフトガンは火器の法律の範疇に入らないが、7.5J以下の空気銃は免許が無くても入手可能。

## 参照
- Edward F. Obert, Thermodynamics, McGraw-Hill Book Co., 1948.
- Mc Graw-Hill encyclopedia of Science and Technology, volume ebe-eye and ice-lev, 9th Edition, Mc Graw-Hill, 2002.